# جبل سيف اللحام
جبل سِيف اللَحَام جبل يقع بولاية قبلي من الجنوب الغربي التونسي، جنوب شرقي مدينة قفصة وشمال شط الفجاج. يبلغ ارتفاعه 538 م.